# 九廣鐵路
九廣鐵路（簡稱九鐵，缩写），是指由九廣鐵路公司於2007年以前在香港營運的所有鐵路網，包括九廣東鐵、九廣西鐵、馬鞍山鐵路及九廣輕鐵。自2007年12月2日，兩鐵合併生效後，原九廣鐵路的列車服務已與地鐵公司合併繼續營運，為港鐵一部分。
而自1949年起至1990年代中期以前，「九廣鐵路」於香港只代表自紅磡車站至羅湖車站的「九廣鐵路──英段」（即現時東鐵綫的一部分），而非九廣鐵路全線。

## 歷史

### 策劃建造

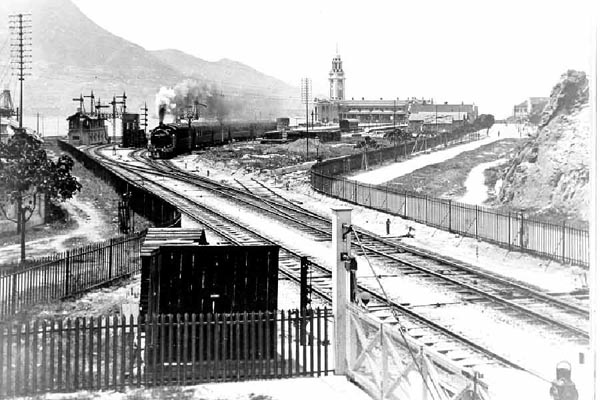
1916年九廣鐵路的尖沙咀九龍總站。

19世紀末，因香港及廣州貿易頻繁，香港政府與當時的滿清政府商議興建連接香港與廣州的鐵路。1898年，香港政府與當時的清政府達成協議，興建一條連接九龍與廣州的鐵路，專營權歸英方所有。而鐵路按地域分成中英兩段，分別由中、英兩國政府負責興建。1905年9月，立法局通過興建九廣鐵路後，香港政府便開始研究定線，並派出英國工程人員負責鐵路測量工作。
1906年，全長35.4公里的英段開始動工，九廣鐵路──英段興建初期使用了轨距為610毫米的路軌作為臨時鐵路以便運輸建材及人員，但工程中途便全面改用軌距為1435毫米的標準路軌，這些材料轉而改用于沙頭角支綫用。工程需要興建不少橋樑和基堤，以及5條隧道，當中包括最長的筆架山隧道。這條隧道是當時亚洲規模最龐大的工程，花了3年時間才完工。由於當時施工環境惡劣，工程期間有超過50名工人死於隧道內。
1910年10月1日，耗資130萬英镑的九廣鐵路──英段落成啟用，成為香港首條重型鐵路，最初屬於單軌系統，火車由蒸汽機車牽引，而部份列車兼俱備客貨兩用車卡，頭段載客，尾段載貨。
1911年10月5日，來往香港與廣州的港穗直通車也隨華段建造完成而正式投入服務。通車初期，每天開出兩班，行車時間約四個多小時，座位分為頭等及二等，票價分別為5.4銀元及2.7銀元。

### 拆分續行

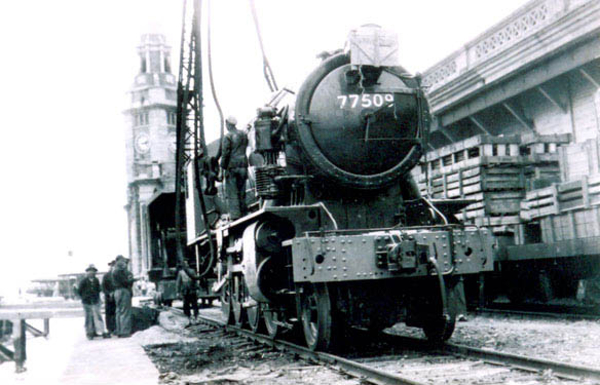
1947年於尖沙咀站剛卸下的蒸汽機車

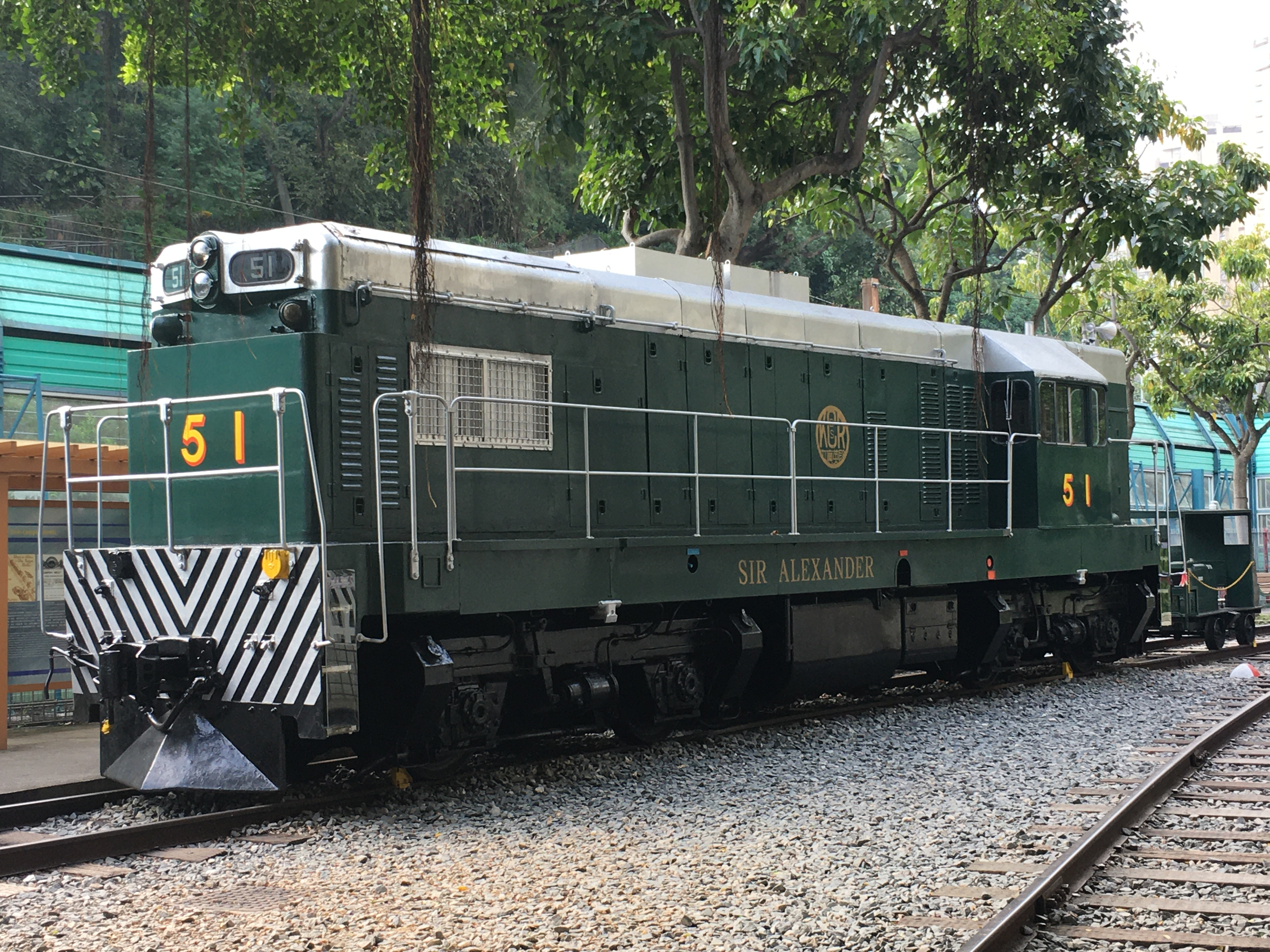
九鐵柴油機車，現存放香港鐵路博物館

1945年戰後，當英國重新接管香港，九廣鐵路的情况相當殘破。英軍最初負起修復鐵路的責任。當局緊急從英國訂購12輛蒸汽機車。這批機車在1946至47年抵港。各方努力使九廣鐵路重新運作。文職人員亦於1946年重掌鐵路管理。
1949年10月14日，由於中國人民解放軍進駐廣州，來往九龍和廣州的直通車其後便在政治原因下停駛。華段改以深圳火車站為終點站，成為其後的廣深鐵路。而英段則改以羅湖站為終點站，以羅湖橋作為中英接觸點。
1949年，為方便政府收回西貢坳墳場發展，墳場靈柩需全數遷移至和合石墳場，九廣鐵路為方便搬遷工作，開始興建粉嶺至和合石墳場的和合石支線，並於該年9月11日開始運作，每日將棺木從紅磡公眾殮房運送至和合石墳場。
1956年9月24日，馬料水站啟用，并於1967年1月1日改名大學站，以配合位於馬料水的香港中文大學成立。
1961年8月，燃煤發動的蒸氣火車頭由柴油火車頭取代。
1966年，大埔站改稱大埔滘站。
1968年底，由於靈車的競爭，和合石支線每日將棺木從紅磡公眾殮房運送至和合石墳場的服務停止，改於每年的清明節和重陽節提供客運服務。
1969年1月1日，油蔴地站改稱旺角站。
1970年代，隨着列車速度有所提升，車程縮短，餐車的必要性下降並逐步消失。
1973年，九廣鐵路──英段展開雙軌化的工程。
1975年11月30日，九龍總站由尖沙咀海旁遷至紅磡灣，而尖沙咀的總站在1978年6月7日便被拆卸，只保留鐘樓（現為香港法定古蹟，亦為尖沙咀地標之一），原址興建香港文化中心，而路軌原址則興建香港藝術館、香港太空館及新世界中心。
1978年，九廣鐵路──英段開始了全線現代化及電氣化計劃，耗資35億港元。同年10月7日，馬場站啟用，以配合沙田馬場在當日開幕。
1979年4月4日，來往九龍至廣州的廣九直通車重新運作。
1981年4月26日，雙軌設計的新筆架山隧道正式啟用。
1982年5月6日，英段首階段的電氣化工程完成，九龍至沙田近郊線電氣化列車正式啟用。1983年5月2日，沙田至大埔墟段完成工程。大埔墟至羅湖段電氣化工程於同年7月15日投入服務，並由當時的香港總督尤德爵士主持通車儀式。

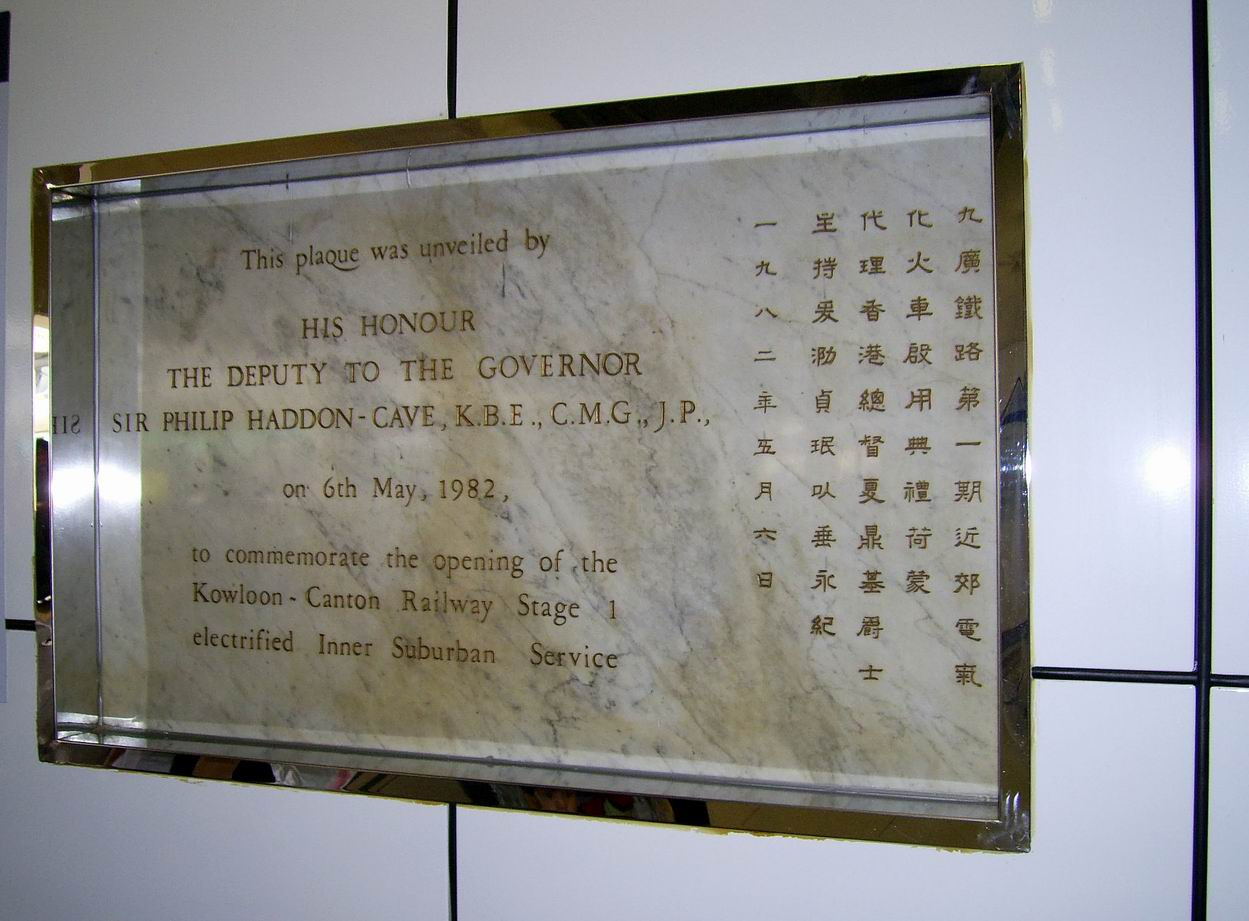
代理港督夏鼎基主持第一期近郊電氣化火車啟用典禮
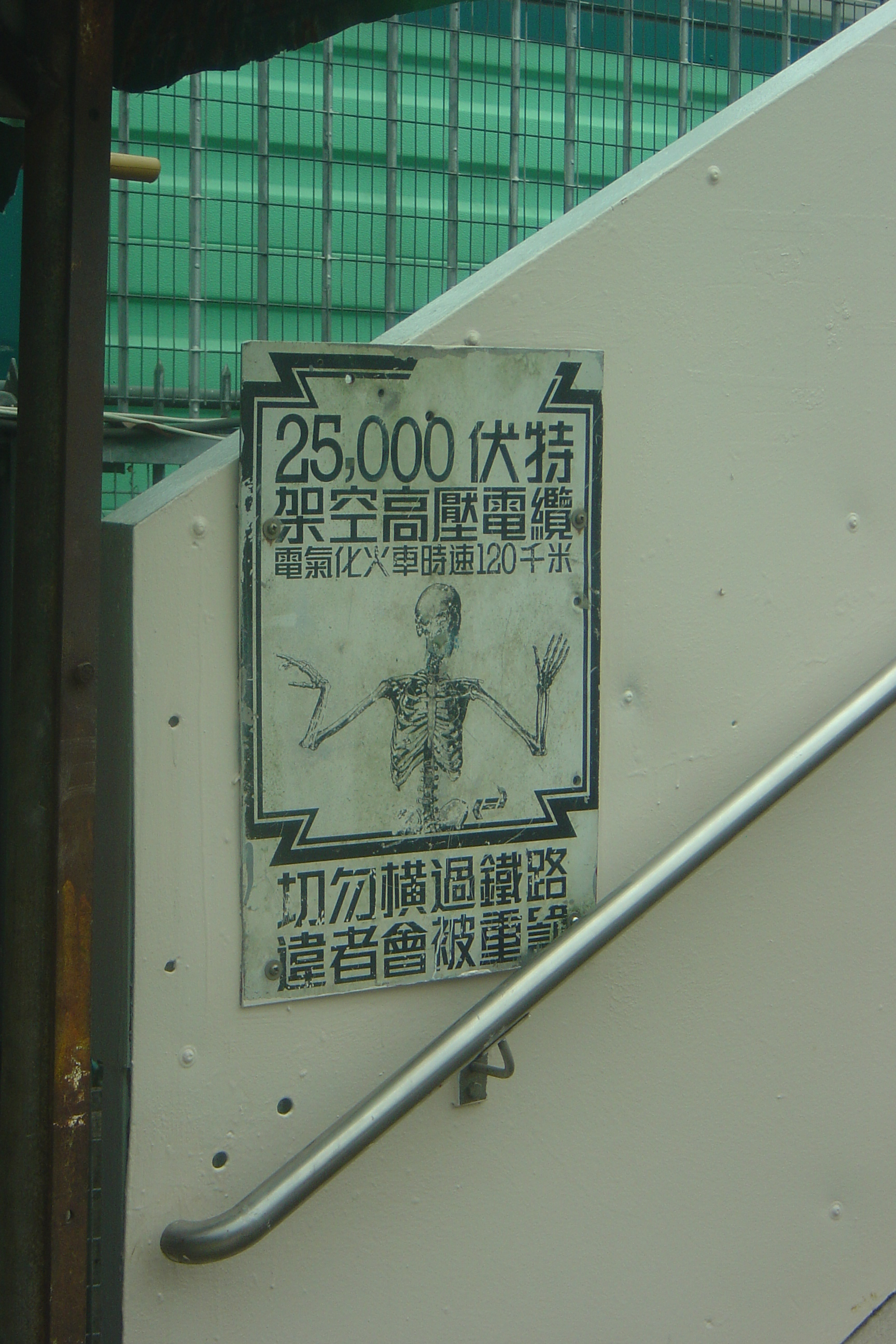
電氣化火車投入服務初期，九廣鐵路公司在沿線設立的警告牌

### 車站增減

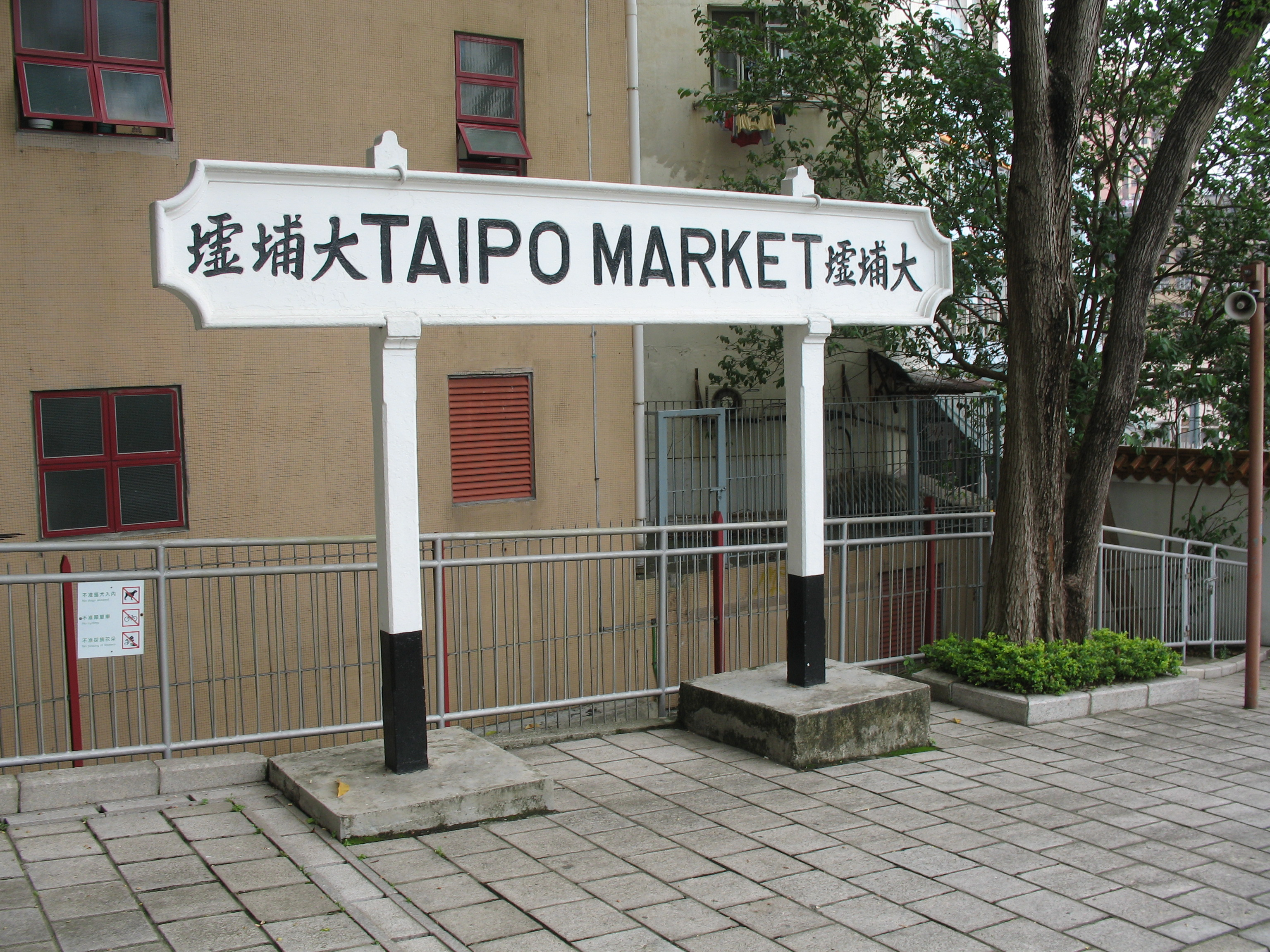
前大埔墟站

因九廣鐵路電氣化，九鐵需增建車站，取消部份車站，及將其餘車站現代化。
1980年8月16日，位於染布房街/太平道的臨時旺角站率先啟用（即今日設隔音屏障及逃生通道的旺角東站南部路軌）。
1982年，為配合5月6日第一期電氣化，重建後的沙田站及旺角站，已分别提早於4月30日及5月4日局部啟用。5月4日啟用九龍塘站，自此九廣鐵路可以與地鐵的觀塘線換乘。5月6日，新建的九龍塘火車站開始運作。11月1日，臨時羅湖火車站投入服務，原火車站展開重建。
1983年4月7日，另地新建的大埔墟站啟用，舊大埔墟站則在1985年12月20日改建為香港鐵路博物館。新車站設有大型公共運輸交匯處，供乘客和遊客轉乘。4月10日，和合石支線停用。4月26日，重建的大學站啟用。5月2日，大埔滘站停用。其後在1985-88年間拆毁。5月12日及6月1日，重建後的粉嶺站及上水站分别啟用。8月15日，臨時大圍站啟用（該臨時站俗稱「木頭站」）。1985年2月15日，火炭站啟用。同年10月1日，馬場站改善設施後重開，以配合沙田馬場新看台啟用。
1986年4月23日，永久大圍站遷往現址啟用。1987年1月15日，新羅湖站啟用。1989年5月9日，太和站啟用。
1982年之前，英段的管理屬香港政府部門，稱為九廣鐵路局，隨著《九廣鐵路公司條例》於同年12月通過，九廣鐵路公司於1983年2月1日正式成立，自此脫離政府。公司由香港政府全資擁有，其運作則由管理局監察，管理局的成員由香港總督（回歸後改為香港特別行政區行政長官）委任。

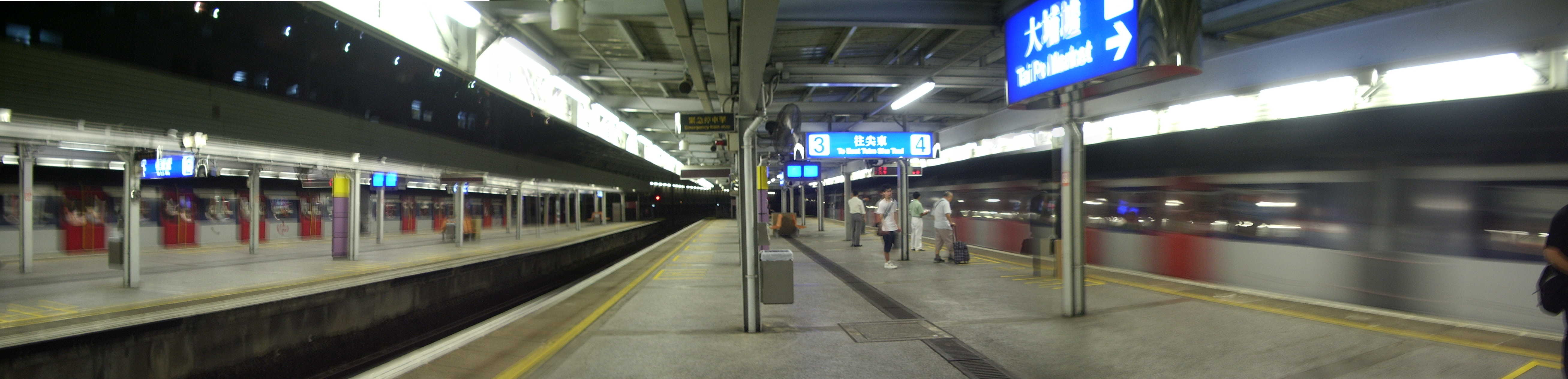
大埔墟火車站（2005年）

### 開拓新線
1984年10月15日，九廣鐵路公司接受乘客以「通用儲值票」（前身為地鐵公司的「儲值車票」）付款。同年10月17日，公司接受政府邀請，在新界西北屯門區和元朗區建造和營運輕便鐵路。
1988年9月18日，新界西北的輕鐵投入服務。
有鑑於1988年九廣鐵路英段白石角（大埔39區）近中文大學急彎路段發生嚴重出軌事故導致全線癱瘓，九鐵於1995年在上述路段進行改線工程，將原有路軌改為與吐露港公路平行，形成現今格局；與此同時，亦令大埔39區土地不再受鐵路阻礙，得以發展。
1996年，為配合香港興建九廣西鐵第一期（即西鐵線），九廣鐵路公司將「九廣鐵路──英段」改名為「九廣東鐵」，「輕便鐵路」則改名為「九廣輕鐵」。九龍車站亦在這期間正式更名為紅磡車站。
1998年10月，西鐵正式開始施工。同時積極擴展輕鐵網絡，將之轉型為西鐵的主要接駁交通工具。
為配合政府優先發展鐵路的政策，九廣鐵路公司決定轉型為規劃、設計及建造大型新網絡的機構。公司應政府邀請，就多條新鐵路的興建進行詳細研究及提交建議書。這些新項目包括3條東鐵支線：於大圍接駁東鐵的馬鞍山鐵路、紅磡站至尖沙咀東部的支線、以及作為第2條過境鐵路通道的落馬洲支線。

### 千禧年後發展

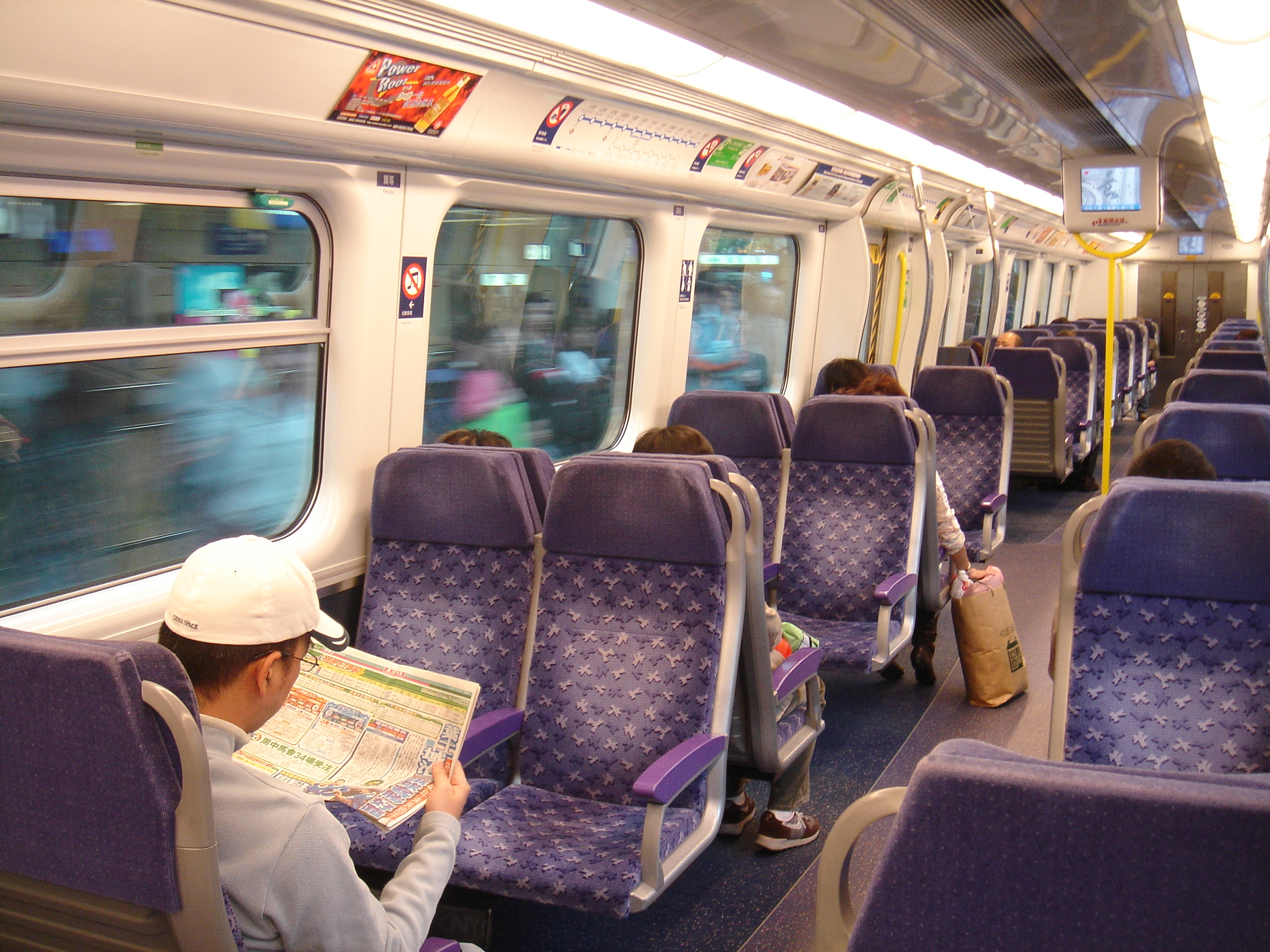
九廣東鐵的頭等車廂（2005年）

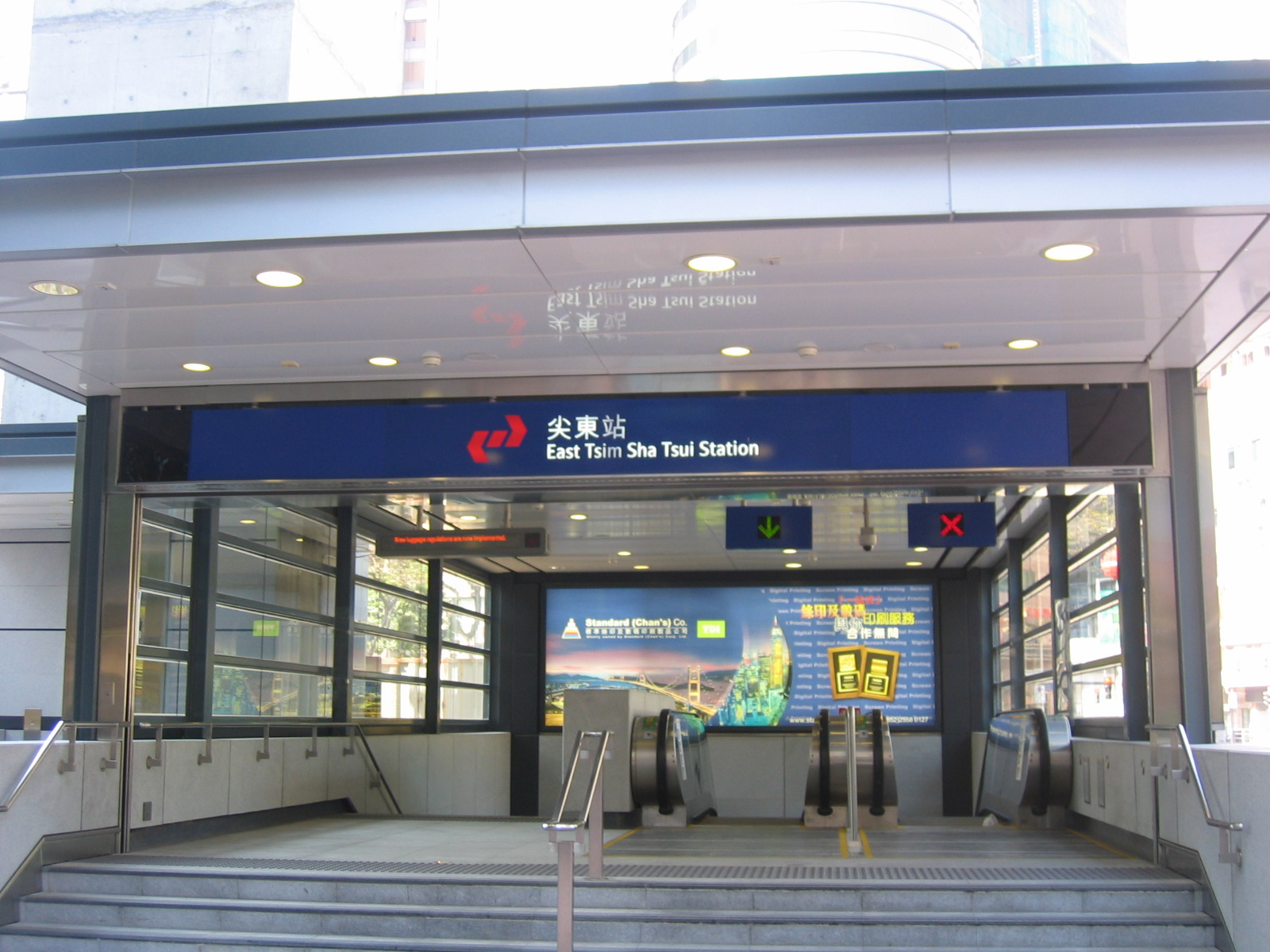
九廣東鐵尖沙咀支線尖東站

2002年9月24日，港府邀請九廣鐵路公司興建及經營九龍南線。
2002年6月25日，港府宣布九廣鐵路公司投得沙田至中環線（沙中線）的興建與經營權。
2003年12月7日，輕鐵位於天水圍新市鎮的2段新支線通車，2條新支線共長4.4公里，設有11個新車站。
2003年12月20日，歷時5年建成的九廣西鐵正式啟用。
2004年1月3日，政府重新審查九鐵網絡整體規劃，九廣鐵路公司宣佈會擱置沙中線，而會用「沙田至紅磡線」和東鐵延長過海代替。
2004年10月24日，九廣東鐵尖沙咀支線正式啟用，列車從紅磡站延至尖東站為終點。
2004年12月21日，馬鞍山支線通車。
2005年11月6日，九龍南線正式動工。
2007年7月12日，九廣鐵路公司和地鐵有限公司宣佈了沙中線的合併方案。
2007年8月15日，歷時3年多建成的落馬洲支線正式通車，落馬洲站、香港落馬洲支線管制站及深圳福田口岸正式啟用。

### 兩鐵合併

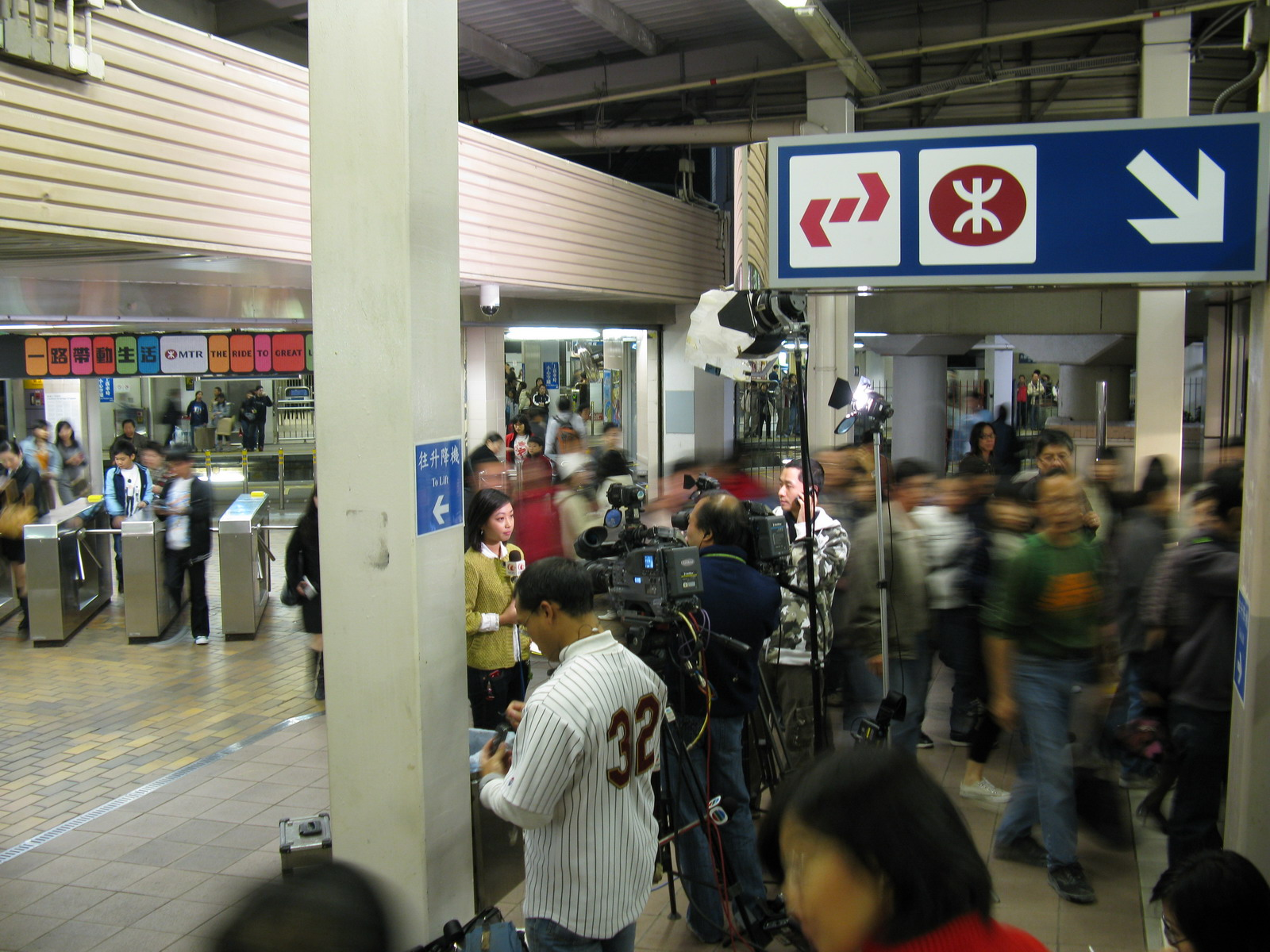
九廣鐵路公司最後一天九龍塘站的營運情況，圖中亞洲電視正在進行現場直播。

政府計畫把地鐵與九鐵兩組鐵路網絡營運合併。2004年2月24日，政府邀請地鐵公司及九鐵公司就合併計劃進行商討，預計6個月內完成磋商，可望於2005/06年度落實兩鐵合併安排。對此，社會各界有不同看法。有人認為合併後可節省行政開支，使票價有下調空間；鐵路網路將會統一，使新鐵路綜合轉乘能力增強；減少鐵路網路出現路綫重疊的情況，從而減少浪費納稅人金錢。有人卻認為合併會令該系統成為「獨立王國」，造成壟斷局面。
- 2006年4月11日，時任香港行政長官曾蔭權會同行政會議公佈通過兩鐵合併方案，決定將九廣鐵路公司多條鐵路、接駁巴士和物業的經營權轉交地鐵公司（今港鐵公司）50年（可延長），提供一連串車費減免方案（包括取消轉車閘費及引入「可加可減機制」），並儘早處理沙中線轉車問題及除部份兩鐵轉車站轉車閘機。只等待地鐵有限公司股東同意，兩鐵合併即會落實。
- 2007年10月9日，地鐵公司股東特別大會通過兩鐵合併方案，兩鐵將會在2007年12月2日正式合併，宣告九鐵公司將結束其所有業務。
- 2007年12月2日，九廣鐵路公司的業務正式合併至香港鐵路有限公司營運。公司所有鐵路資產，以服務專營權方式授予港鐵公司使用；所有物業等其他業務，則出售予港鐵公司營運。九廣鐵路公司由成立開始計，歷經25年後停止營運所有鐵路、物業等業務。有97年歷史的九廣鐵路也正式交由港鐵營運。

## 合併前路線收費
九廣鐵路公司的收費主要分為成人和特惠兩種。成人車費適用於所有乘客，3-11歲的小童和65歲或以上的長者則可繳付特惠車費乘車，而由繳費乘客陪同的3歲以下兒童無須繳費。乘坐九鐵網絡的乘客常用的車票包括八達通和單程票，另九廣鐵路公司亦設有多款其他車票，包括西鐵自悠通、九鐵本地線乘車證等。
九鐵網絡採用綜合收費系統。乘客如乘搭超過一程車，多數情況下都只需付出車費最高的一程車資，其前後的各一程車都被視為接駁用途（需符合如車費上限及時間的限制），不另收費。

### 八達通
八達通是香港其中一種電子收費系統，由地鐵有限公司於1997年推出，卡片的大小和信用卡相同，內置晶片，使用時把卡片放在接收器上即能完成付款過程。使用八達通的乘搭九鐵網絡可享受優惠，車費比使用單程票便宜。八達通未通用前，部分優惠以派發及出示轉車券給予，部分更無法做到。使用八達通之後，多數複雜的轉車組合都能準確計算車資。
此外，「東鐵全月通」和「西鐵全月通」的優惠都透過八達通卡使用，其月票記錄在八達通的晶片內。
- 東鐵全月通：乘客可以在指定月份無限次乘搭東鐵普通等（羅湖、落馬洲和馬場站除外）和馬鐵列車，以及九鐵巴士K12（星期日及公共假期除外）、K14、K16、K17、K18線。售價為每月380元。
- 西鐵全月通：乘客可以在指定月份無限次乘搭西鐵、輕鐵、新界西北的九鐵巴士，以及接駁時乘坐新巴701、702線、專線小巴81K、87K、95K線。售價為每月400元。

### 單程票
本地綫的單程車票是一種附有磁帶的車票，而輕鐵單程票則是紙製車票，於東鐵、馬鐵及西鐵車站大堂或輕鐵車站月台設有自動售賣機，供乘客在登車前購買。

### 其他車票
其他車票包括：
- 九鐵本地線乘車證：乘客可以購票當天無限次乘搭東鐵普通等（羅湖、落馬洲和馬場站除外）、馬鐵、西鐵、輕鐵、九鐵巴士（星期日及公眾假期不可乘坐K12），售港幣30元。
- 九鐵羅湖線乘車證：乘客可以購票後30天內乘搭東鐵普通等或馬鐵來回羅湖或落馬洲站一次，包括在各項旅遊套票內，不設獨立發售。
- 落馬洲週票：持票乘客可於一星期內乘搭東鐵（普通等）來往落馬洲站12次，售港幣240元。
- 西鐵自悠通：前身為西鐵節日通及西鐵學生全日通，乘客可以在購票當天無限次乘搭西鐵、輕鐵、新界西北的九鐵巴士、東鐵接駁巴士K16線，售港幣20元。

### 旅遊套票
- 九鐵遊客套票：包括九鐵網絡本地線乘車證和九鐵過境路線乘車證，售港幣80元。於2005年5月16日推出，至2007年4月1日停止發售。
- 香港全接通乘車套票：包括九鐵過境路線乘車證及遊客地鐵一天乘車證換領券。
- 海洋公園 - 九廣鐵路逍遙特惠套票：包括九鐵本地線乘車證或九鐵過境路線乘車證、穿梭巴士券及海洋公園日間門票。另有設不包括門券的套票。
- 九鐵快線 - 迪士尼樂園本地線好玩套票：已於2007年11月1日起停止發售。
- 新渡輪（澳門）- 九廣鐵路「澳門尊尚」套票。

## 合併前服務
九鐵網絡在每日提供近20小時的列車服務，大約由上午5時半至午夜1時，非行車時間則進行軌道及軌旁維修工程。在一些節慶，例如平安夜，除夕及大除夕，九鐵網絡部分路線更會通宵行走。
九廣鐵路公司在部分車站提供接駁巴士，為方便距離車站較遠的市民乘坐九鐵網絡。輕鐵的定位也包括作為西鐵的接駁交通工具，同樣方便距離車站較遠乘坐九鐵網絡的乘客。

## 合併前營運網絡
|              |                |        |        |      |      |                        |  |  |  |
| 路綫名稱     | 通車日期       | 總站   | 總站   | 站數 | 長度 | 車廠                   |  |  |  |
| █ 九廣東鐵   | 1910年10月1日  | 尖東   | 羅湖   | 15   | 42.6 | 何東樓鐵路車輛維修中心 |  |  |  |
| █ 九廣東鐵   | 1910年10月1日  | 尖東   | 落馬洲 | 15   | 42.6 | 何東樓鐵路車輛維修中心 |  |  |  |
| █ 九廣西鐵   | 2003年12月20日 | 南昌   | 屯門   | 9    | 30.5 | 八鄉維修中心           |  |  |  |
| █ 馬鞍山鐵路 | 2004年12月21日 | 烏溪沙 | 大圍   | 9    | 11.4 | 大圍維修中心           |  |  |  |

兩鐵合併前，九鐵網絡發展成有3條重鐵路線，全長76.9公里的鐵路系統網絡，共有32個車站，其中4個為與地鐵網絡轉線站。此外，九廣鐵路公司也有1個輕鐵路線網絡，全長36.15公里，共有68個車站。

## 合併前鐵路事故
雖然九鐵網絡各客運設施均能在99.5%的服務時間維持正常，但近年則發生了多宗嚴重事故，尤以東鐵系統的老化問題，使大眾關注列車在運作時的安全。

### 嚴重事故列表
- 1931年4月20日下午17時10分，受暴雨影響，一列由深圳站（今羅湖站）開往九龍的列車在駛至馬料水22號鐵路橋時，因路基被大雨沖毀，列車翻墮橋下，釀成12死20傷，至今仍為香港境內唯一導致乘客死亡（非乘客墮軌）的鐵路事故。
- 1955年11月12日下午3時，大批英軍坦克在新界演習，其中一輛駛至九龍坑附近鐵路路軌停下來，一列開往羅湖站的火車煞車不及撞上坦克，火車司機及坦克車駕駛員等4人當場死亡，另外有20人受傷。[58][59]
- 1984年11月25日上午8時50分，一列由紅磡駛往上水站的東鐵列車（E45），到達上水站落客後，司機欲駛至中線路軌，以便調頭後再駛入南行月台載客。當列車在駛至路軌交匯處時，較剪位活動軌未有將列車引入中線路軌，令列車駛入第3條路軌。司機煞掣不及，撞斷一條電纜柱及撞毀止衝檔石壆，然後翻側，第1卡斷成兩截，第2卡車廂橫放壓著車頭。幸好當時乘客已經全部落車，而當時車上兩名工作人員包括司機和車長亦身在列車另一端遠離撞壆位置，因此沒有受傷。但亦因為他們都不在撞車的一端所以未能及時察覺列車入錯軌而剎停列車制止意外發生。該組車現已退役。
- 1988年6月4日下午2時許，一列南行貨運列車在大學站以北（現白石角）出軌，直到第二日10:40恢復服務。期間東鐵服務中斷一整日。九廣鐵路公司方面派出接駁巴士疏導乘客，但場面混亂。例如在沙田站，晚上大批乘客爭先恐後上接駁巴士，有人甚至爬窗進入。出事地點位於白石角，該段鐵路本來是一急彎，後來於1995年把這段拉直，現在部分路段是樟樹灘村附近優景里所在。
- 1991年6月18日上午8時，一列北行近大埔墟站南面的東鐵列車扯斷電纜，斷裂部分長達一米，服務受阻，車站出現混亂情況，九廣鐵路公司派出17部接駁巴士來往沙田站及大埔墟站，受影響乘客近25萬。
- 1994年7月29日上午10時，一輛編號為1013的輕鐵列車駛至屯門兆禧苑側湖景路與湖山路交界與空拖架的貨櫃車相撞，輕鐵司機被拋出車外死亡，另4名乘客受傷，而該車已退役，拆解作零件用途。
- 1996年8月，上水站列車信號系統控制室疑因室外的銅製電線被雷電擊中導致電路板燒毀，電腦信號系統失靈，太和站至羅湖站列車服務停頓25分鐘，東鐵提供接駁巴士接載乘客往返太和及上水，約有一萬人受影響。東鐵事後決定把銅製電纜更換成光纖電纜，但新的光纖系統需要到1998年底才投入使用。[60]
- 1997年6月21日，一輛輕鐵列車在兆康站前右轉時與對面路軌前行的列車迎頭相撞，29人受傷。
- 2005年7月21日早上，一列西鐵列車在八鄉車廠內撞向前方另一列車的車尾，令2部列車（編號為D318及D323）的車嘴部分受損（今已修復）；為補償該次列車服務影響引起不便，九廣鐵路公司決定於同年8月4日早上10:30前免費乘搭西鐵，購買同年9月份西鐵「全月通」減收10元。
- 2005年12月21日，東鐵一列南行列車駛至火炭站時，列車車底的壓縮器支架鬆脫，九廣鐵路公司其後檢查全線列車的116個（E1-E43及E46-E118）壓縮器，共發現9個壓縮器支架出現裂紋，但並無即時向政府匯報。九廣鐵路公司於事後已為所有壓縮器加上尼龍索帶及U形托架承托以防止鬆脫。但其後再發現有80個車底部件有裂紋，經過初步調查之後發現東鐵列車在2003年改用列車自動操作系統（ATO）後，對列車組件增加達1倍的壓力。而且部分焊接位焊接不妥，要剷走油漬才發現裂紋。另外，列車與路軌的接口並非完全吻合而產生震動，令列車懸掛系統可能產生裂紋。九廣鐵路公司主席田北辰於2006年1月14日表示，管理局將每晚開會，確保東鐵可以安全行駛後才會開車，並承諾如再有主要組件或其綑綁的尼龍索帶鬆脫，九廣鐵路公司將即時決定東鐵全線停車。九廣鐵路公司於2006年1月15日獲政府批准，使東鐵恢復以人手操作，但東鐵由羅湖站至尖東站之間的行車時間會增加1.5分鐘，而早上繁忙時間的班次將由每小時24班減至23班（更一度減至每小時21班）。直到2006年8月6日，東鐵列車全線恢復ATO運作。詳情可參閱事件的調查報告[61]。
- 2006年9月9日，東鐵一列北行往羅湖站的列車，在香港天文台發出紅色暴雨警告期間，因雨水滲入絕緣體，於大學站以北故障停駛，車廂先後傳出三次爆炸巨響及火花，逾千乘客受困，亦導致東鐵南北行列車受阻，數以萬計乘客受影響。
- 2006年9月13日，東鐵一列北行往羅湖站的列車，於繁忙時間在大學站因列車控制系統的電線出現故障，導致東鐵南北行列車受阻約40分鐘。故障期間，列車行車時間平均增加15分鐘，等候時間增至23分鐘。因為故障於繁忙時間發生，東鐵部份車站需實施人潮管制措施。
- 2007年2月14日，西鐵一輛列車（D305-D306），於上午繁忙時間在錦上路站至荃灣西站之間的大欖隧道內因編號P306的車頂的變壓器漏油，在高溫下著火燃燒，導致西鐵列車受阻約3小時。期間乘客需要在隧道步行20分鐘至荃灣西站；為補償該次列車服務影響引起不便，九廣鐵路公司決定於同年2月21日早上9時至下午1時讓市民免費乘搭西鐵，購買同年3月份西鐵「全月通」減收10元。

## 合併前九鐵的列車

### 機車
| 類型                   | 型號                                  | 生產商                                                   | 數量 | 編號                       | 使用年份    | 備註 |
| ---------------------- | ------------------------------------- | -------------------------------------------------------- | ---- | -------------------------- | ----------- | --- |
| 蒸汽機車               | 吉臣 2-6-4型                          | Kitson & Company                                         | 8    | 1 - 8                      | 1910 - 1956 | 水櫃式蒸汽機車 |
| 蒸汽機車               | Hudswell Clarke 0-6-0型               | Hudswell Clarke                                          | 2    | 9 - 10 (1924年改為13 - 14) | 1910 - 1932 | 調車用 |
| 蒸汽機車               | Kitson Baltic 4-6-4型                 | Kitson & Company                                         | 4    | 9 - 12                     | 1924 - 1956 | 水櫃式蒸汽機車 |
| 蒸汽機車               | W.G.Bagnall 0-4-0型                   | W.G.Bagnall                                              | 2    | 13 - 14                    | 1934 - 1948 | 調車用 |
| 蒸汽機車               | Robert Stephenson & Hawthorns 2-6-0型 | Robert Stephenson & Hawthorns                            | 2    | 15 - 16                    | 1946 - 1956 | 調車用 |
| 蒸汽機車               | Kitson Pacific 4-6-0型                | Kitson & Company                                         | 3    | 20 - 22                    | 1930 - 1936 | 1936年移交九廣鐵路華段                                                                                                 |
| 蒸汽機車               | 奧士打利迪（Austerity Class） 2-8-0型 | 北英機車公司(North British) 伏爾幹鑄造廠(Vulcan Foundry) | 12   | 21 - 32                    | 1946 - 1962 | |
| 沙頭角支線窄軌蒸汽機車 | 0-4-0T型                              | Hudswell Clarke                                          | 2    | 1 - 2                      | 1911 - 1924 | |
| 沙頭角支線窄軌蒸汽機車 | 0-4-0WT型                             | Orenstein & Koppel                                       | 1    | 3                          | 1913 - 1928 | |
| 沙頭角支線窄軌蒸汽機車 | 0-4-4T型                              | W.G.Bagnall                                              | 2    | 4 - 5                      | 1924 - 1928 | 九廣鐵路唯一現存蒸汽機車，4號機車在香港鐵路博物館靜態展出，5號機車被九鐵公司送贈英國威爾斯錫爾迪金的萊多爾谷鐵路保存。 |
| 柴油機車               | G12型                                 | 克萊德工程(Clyde Engineering)                            | 5    | 51 - 55                    | 1954 - 2004 | |
| 柴油機車               | G16型                                 | 通用汽車(General Motors) 克萊德工程                      | 4    | 56 - 59                    | 1961 - 2021 | |
| 柴油機車               | G26型                                 | 通用汽車 克萊德工程                                      | 3    | 60 - 62                    | 1974 - 2021 | |
| 柴油機車               | CFL-200 DCL型                         | Schöma                                                   | 1    | -                          | 1992 - 現役 | 何東樓車廠調車用 |
| 柴油機車               | JMY450(B)型                           | 常州長江客車集團工礦車輛有限公司                         | 16   | 1001 - 1014, 1101 - 1102   | 2001 - 現役 | 西鐵八鄉車廠及馬鞍山線大圍車廠調車用                                                                                   |
| 柴油機車               | ER20型                                | 西門子公司                                               | 5    | 8001 - 8005                | 2004 - 現役 | |
| 電力機車               | Lok 2000型                            | SLM-ABB                                                  | 2    | TLN001, TLS002             | 1998 - 現役 | 九廣通直通車 |
| 鐵路巴士               | Hall-Scott                            | Hall-Scott Motor Car Company                             | 2    | 1 - 2                      | 1922 - 1941 | 1936年改裝成大埔淑女號及廣州淑女號，戰後因零件遺失而改裝為頭等二等混合客卡103及104號。                                 |
| 鐵路巴士               | 百福                                  | 九廣鐵路局                                               | 1    | RB-1                       | 1938 - 1961 | 由兩輛百福貨車改裝而成                                                                                                 |
| 鐵路巴士               | 道濟                                  | 九廣鐵路局                                               | 1    | RB-2                       | 1947 - 1971 | 由兩輛道濟貨車改裝而成                                                                                                 |
| 鐵路巴士               | 金馬                                  | 九廣鐵路局                                               | 1    | RB-3                       | 1970 - 待查 | 工程用，由兩輛金馬貨車改裝而成                                                                                         |

### 客運列車

#### 東鐵

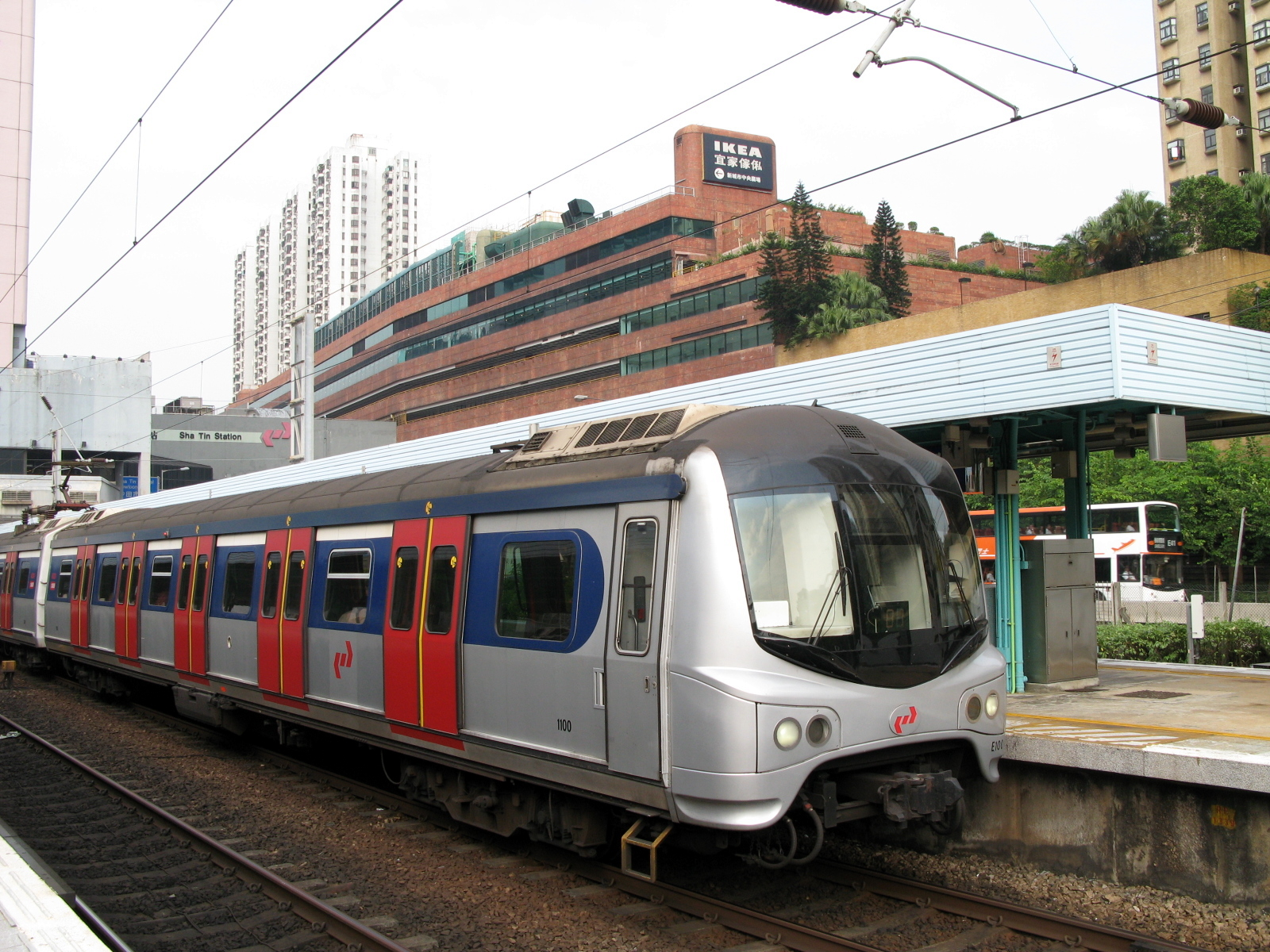
九廣東鐵英國都城嘉慕製列車停靠沙田站

- 英國都城嘉慕製列車（1982-1992）：351節車卡（其中348節車卡（29組12卡）於1996年至1999年間接受翻新工程，並已於合併後港鐵時期的2022年正式退役）3
- 日本近畿車輛製SP1900型電動列車：96節車卡（8組12卡，2001）

#### 西鐵
日本近畿車輛／川崎重工業製SP1900型電動列車：154節車卡（22組7卡，2002-2003，部分已改為8卡），九龍南線通車後將增加42節車卡（6組7卡，其中4組全新，2007；另外兩組由馬鐵的4卡調往西鐵，增長為7卡，2004-2007）

#### 馬鐵

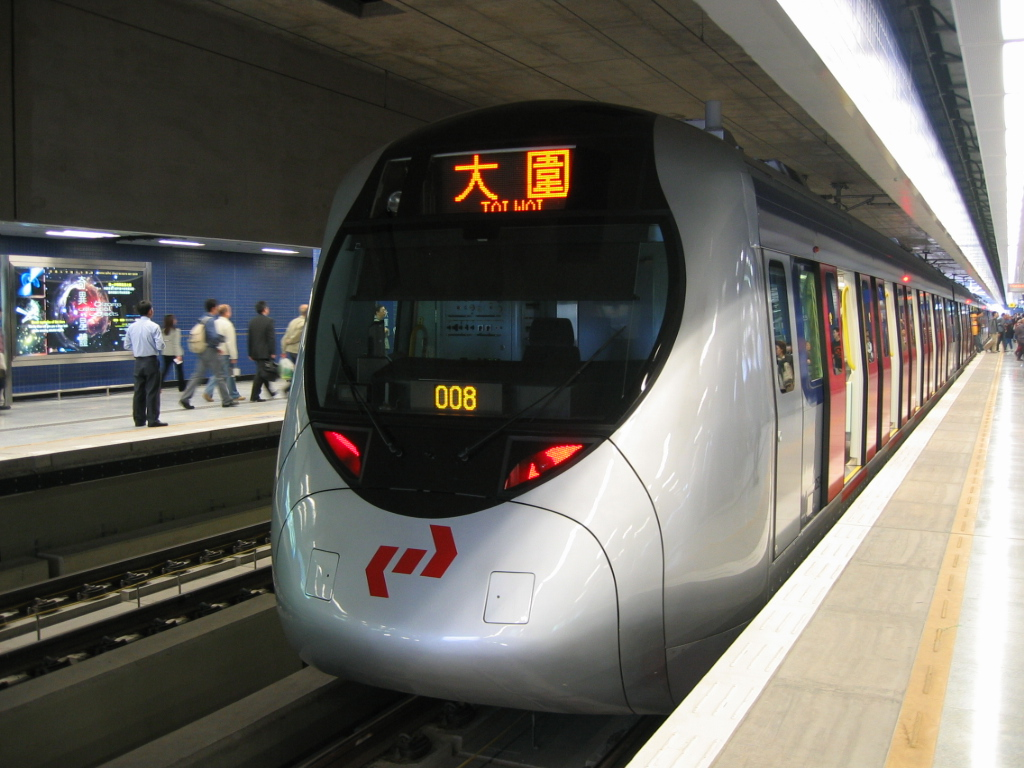
馬鐵SP1950型電動列車停靠大圍站

日本近畿車輛製SP1950型電動列車：原72節車卡，現只有64節車卡。（18組4卡，2003-2004，其中兩組已經調往西鐵服務）

#### 輕鐵
- 第1期車輛：澳洲Comeng製，原70卡，現只有68卡。（編號1001-1012,1014-1026,1028-1070)，1988年通車時一併投入服務）5
- 第2期車輛：日本川崎重工業製，共30卡，編號1071-1090及1201-1210。編號1201-1210為拖卡，無附設駕駛室。（1992至1993年間投入服務）（並已於合併後港鐵時期的2023年正式退役）
- 第3期車輛：澳洲A. Goninan製，共20卡（編號1091-1110，1997至1998年間投入服務）

#### 跨境鐵路（服務來往九龍及廣東的客運直通車）
- 日本近畿車輛製Ktt客車：12節車卡（1998年）4

3車組 E44（車廂 144-244-444）並沒有被翻新

4所有近畿車輛的電動列車都是從日本購買和製造

5車隊編號1013、1027因交通事故報廢

### 巴士

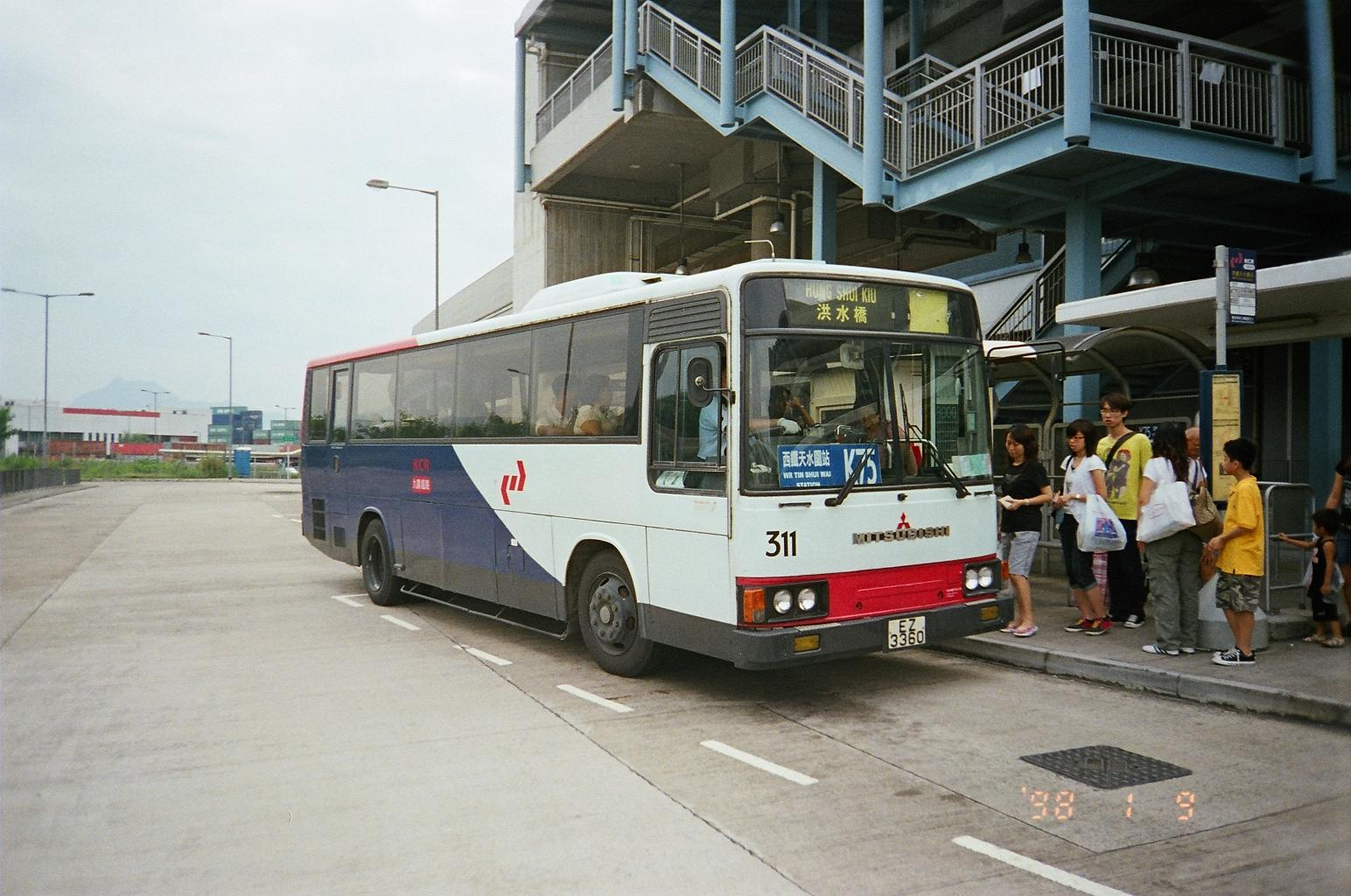
九鐵三菱MK117J巴士行走K75線

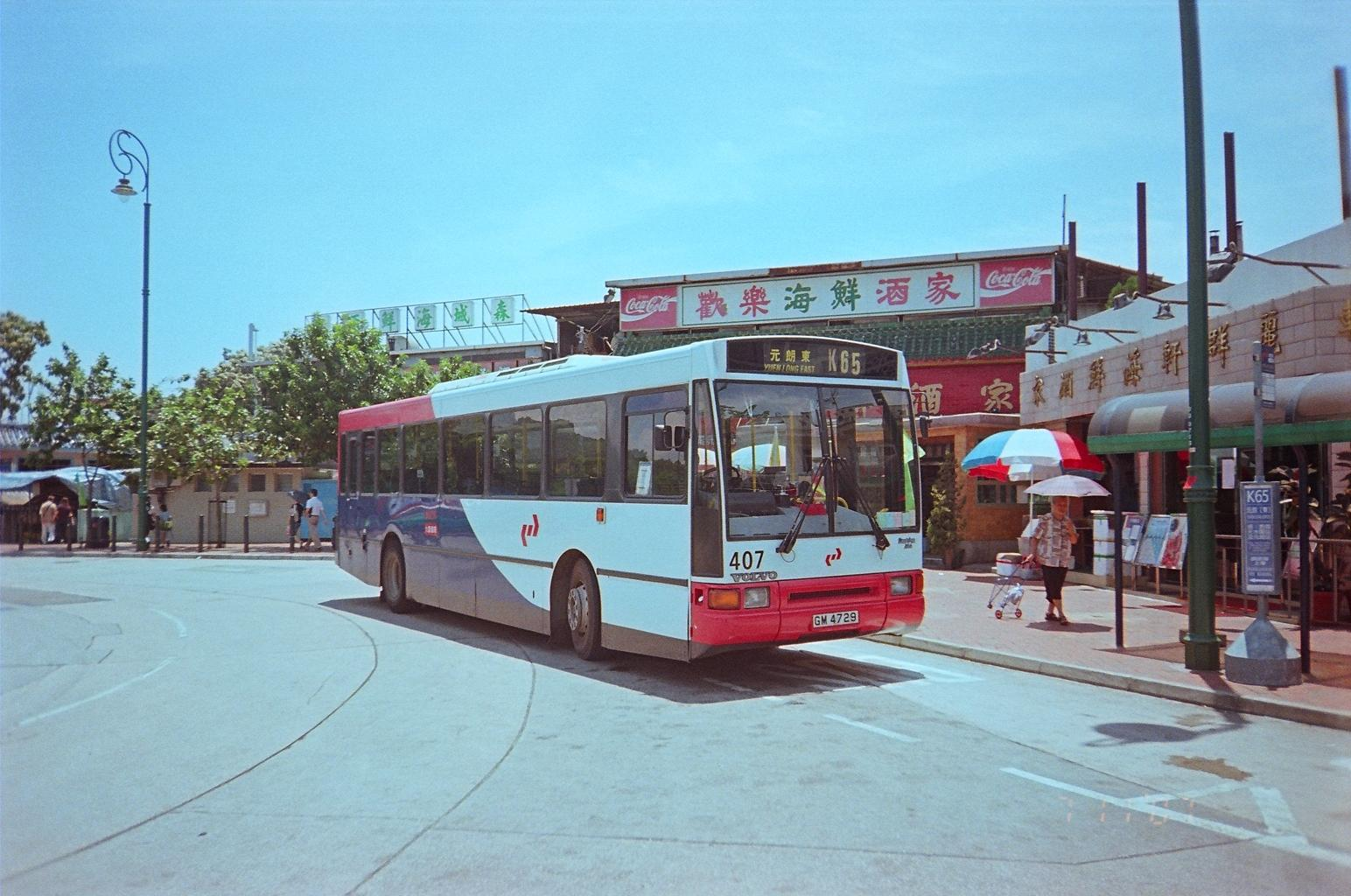
九鐵富豪B10M行走K65線

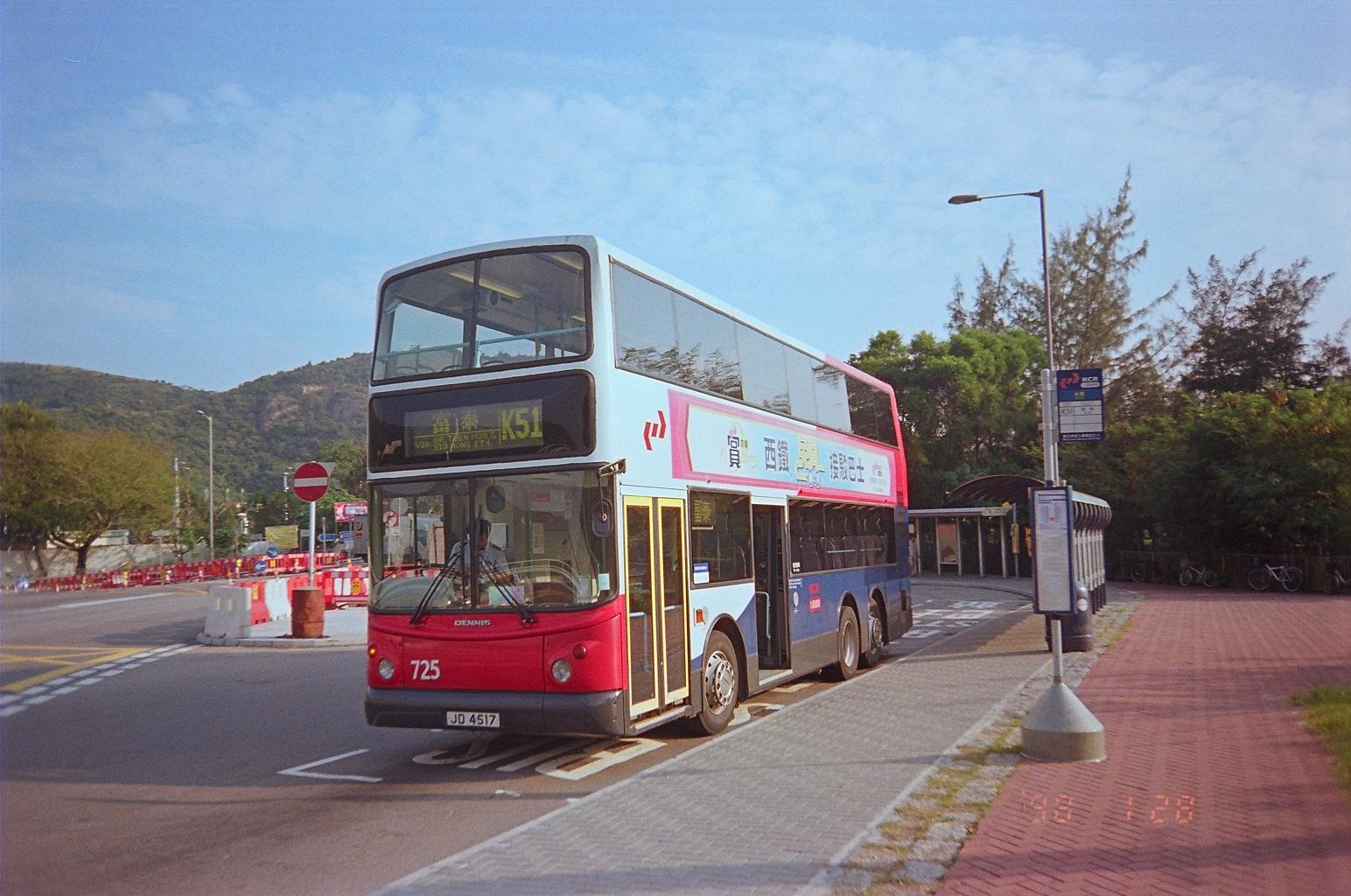
九鐵丹尼士三叉戟10.6米巴士行走K51線

- 都城嘉慕威曼都城巴士（英國，1987－1989年）101-139 已退役
- 都城嘉慕威曼都城巴士（英國，1980年首次登記，1988－1989年）140-159（二手車）已退役
- 豐田Coaster（日本，1988年）160-171 已退役
- 利蘭奧林比安11米空調巴士（英國，1990－1991年）201-224 已退役
- 富豪奧林比安11米空調巴士（英國，1997－1998年）225-239 已退役
- 三菱MK117J（日本，1991年）301-311 已退役
- 三菱BM117L（日本，1992年首次登記，1994年加入九廣鐵路公司）312-317（二手車）已退役
- 三菱MP618NRAGDA（日本，1994年）318 已退役
- 富豪B10M（瑞典，1995年）401-415 已退役
- 丹尼士飛鏢（英國，1995年）501-503 已退役
- 丹尼士三叉戟11.3米（英國，2000年）601-622 已退役
- 丹尼士三叉戟10.6米（英國，1999年首次登記，2004－2005年加入九廣鐵路公司）701-747（二手車，原屬新巴16XX，但因車輛不足才向新巴購入）已退役
- 丹尼士三叉戟11.3米（英國，1999年首次登記，2005年加入九廣鐵路公司）748-753（二手車，原屬新巴14XX，但因車輛不足才向新巴購入）已退役
- 亞歷山大丹尼士Enviro 500 Euro 4（英國，2008年）801-824
- 亞歷山大丹尼士Enviro 200 Dart（英國，2008年）901-911

## 字體
中文部分使用蒙納黑體，英文部分使用Casey。

## 合併前九鐵公司的鐵路發展計劃
- 北環線：九廣鐵路公司營運的西鐵支線之一。在錦上路站，將會興建一條新支線，接駁東鐵的落馬洲支線古洞站。
- 沙田至中環線（沙中線）：九廣鐵路公司計劃中的路線之一。計劃中的路線分為三大部份：大圍至鑽石山鐵路線、東九龍線及第四條過海鐵路。
  - 整個計劃由沙田區的大圍站開始，經獅子山鐵路隧道到達鑽石山站，再沿東九龍線前往啟德新發展區的啟德站，再駛入馬頭圍（設宋皇臺站），然後進入土瓜灣站、何文田站，並到達紅磡站，在紅磡接駁第四條過海鐵路。
  - 第四條過海鐵路是指從紅磡站開始往南走，穿越維多利亞港到達香港島的會展站，最後以金鐘站為終點站的過海鐵路線。
  - 整條沙田至中環線全長17.1公里，將會興建10座車站。建成後，將會是九廣鐵路網絡首次伸延到香港島，與地鐵有限公司作正面競爭。可是，由於兩鐵合併，該線的設計已經有重大改變。至2018年，本線已經命名為屯馬綫，通車後由港鐵營運。
- 黃埔自動輕便運輸系統：九廣鐵路公司計劃中的一個輕軌鐵路系統，全長1.6公里，主要是連接紅磡車站及黃埔花園一帶，但計劃已擱置，該線功能被觀塘綫延綫所取代，並將會在何文田站設轉車站。

### 引用
1. ↑  .   [2020-05-05]. （原始内容存档于2020-05-11）.
2. ↑  Legislative Council information paper CB(1)357/07-08(01), THB(T) CR 8/986/00
3. ↑  . 香港工商日報. 1949-09-21: 5  [2024-12-26] （中文）.
4. ↑  . 香港工商日報. 1950-09-12: 6  [2024-12-26] （中文）.
5. ↑  . 香港工商日報. 1956-09-25.
6. ↑  . 大公報. 1966-12-11.
7. ↑  . 香港工商日報. 1966-12-11.
8. 1 2  YouTube上的The TV programme of KCR (根踪香港)
9. ↑  大埔滘站的名稱在1967年的華僑年鑑的火車時間表中首次出現，準確日期待考証。
10. ↑  . 工商晚報. 1983年4月10日.
11. ↑  . 香港工商日報. 1969-01-01.
12. ↑  . 香港工商日報. 1978-06-08.
13. ↑  . 香港工商日報. 1978-10-08.
14. ↑  . 大公報. 1978-10-08.
15. ↑  . 南都网. 2014-04-17  [2018-04-20]. （原始内容存档于2018-04-20）.
16. ↑  . 大公報. 1979-04-04.
17. ↑  . 華僑日報. 1981-04-26.
18. ↑  . 大公報. 1982-05-06.
19. ↑  . 華僑日報. 1982-05-07.
20. ↑  . 香港工商日報. 1982-05-07.
21. ↑  . 大公報. 1983-05-03.
22. ↑  . 華僑日報. 1983-05-03.
23. ↑  . 大公報. 1983-07-16.
24. ↑  . 華僑日報. 1983-07-16.
25. ↑  . 香港工商日報. 1980-06-29.
26. ↑  . 華僑日報. 1980-08-13.
27. ↑  . 華僑日報. 1982-04-30.
28. ↑  . 香港工商日報. 1982-04-30.
29. ↑  2007年12月2日合併後，旺角站改名旺角東站。
30. ↑  . 香港工商日報. 1982-05-05.
31. ↑  . 香港工商日報. 1983-03-31.
32. ↑  . 大公報. 1983-03-31  [2024-04-09].
33. ↑  . 華僑日報. 1984-04-08.
34. ↑  . 香港工商日報. 1983-04-11.
35. ↑  . 香港工商日報. 1983-04-11.
36. 1 2  . 香港工商日報. 1983-04-27.
37. ↑  . 大公報. 1983-05-12.
38. ↑  . 香港工商日報. 1983-05-28.
39. ↑  . 華僑日報. 1985-02-16.
40. ↑  . 大公報. 1985-02-16.
41. ↑  KCRC 1985 Annual Report
42. ↑  . 大公報. 1986-04-24.
43. ↑  . 華僑日報. 1986-04-24.
44. ↑  . 華僑日報. 1987年1月15日.
45. ↑  . 華僑日報. 1989-05-08.
46. ↑  . 大公報. 1989-05-07.
47. ↑  . 華僑日報. 1988-09-18.
48. ↑  . 大公報. 1988-09-18.
49. ↑  . 東網. 2003-12-21.
50. ↑  . 東網. 2003-12-21.
51. ↑  . 東網. 2004-10-25.
52. ↑  . 東網. 2004-12-21.
53. ↑  . 東網. 2007-08-15.
54. ↑  . 香港: 路政署.   [2020-02-20]. （原始内容存档于2019-11-13） （中文（繁體））.
55. ↑  . 香港: 路政署.   [2020-02-20]. （原始内容存档于2019-11-13） （中文（繁體））.
56. ↑  . 香港: 路政署.   [2020-02-20]. （原始内容存档于2019-11-13） （中文（繁體））.
57. ↑  （繁體中文）. 大公報第四版. 1955年11月13日.
58. ↑  . 香港志：總述 大事記: 273.   [2022-07-23]. （原始内容存档于2022-07-23）.
59. ↑  . 無綫新聞 新聞檔案. 2018-01-18  [2019-01-22]. （原始内容存档于2019-01-23）.
60. ↑  .   [2007-06-12]. （原始内容存档于2007-09-30）.
61. ↑  Robert J. Philips. . 香港: 香港市政局. 1990年.

### 书籍
- 《Moving Millions: The Commercial Success and Political Controversies of Hong Kong's Railways》Rikkie Yeung 2008 Hong Kong University Press ISBN 978-962-209-882-0
- 《Managing Railway Operations and Maintenance: Best Practice from KCRC》Robin Hirsch 2007 University of Birmingham Press and A&N Harris ISBN 978-0-9529997-2-0
- 《百載鐵道情》九廣鐵路 2006 九廣鐵路公司出版 ISBN 988-99604-0-0
- 《百載流芳 情繫香江》 Peter Moss 2007 九廣鐵路公司出版

### 网上资料
- 《九龍南線》（PDF，英文版）（页面存档备份，存于） ，香港立法會，2005年1月7日
- 九廣鐵路資料，香港鐵路資訊中心，2006年2月7日
- 《100鐵路百年》，九廣鐵路公司與香港鐵路有限公司出版，2010年。

## 外部連結
- 九廣鐵路公司（页面存档备份，存于）（繁體中文）
- 香港鐵路有限公司（页面存档备份，存于）（繁體中文）
- 廣深鐵路股份有限公司（简体中文）
- 李恩涵：〈中英廣九鐵路路權交涉（页面存档备份，存于）〉。
- 香港鐵路大典上的相关条目：九廣鐵路